# ناحیه تاپولتسا
ناحیهٔ تاپولتسا (به مجاری:  Tapolcai járás) یک ناحیه در مجارستان است که در وسپرم واقع شده‌است و ۵۴۰٫۳۰ کیلومتر مربع مساحت و ۳۴٬۲۵۶ نفر جمعیت دارد.